# Michael Raymond-James
Michael Raymond-James (Detroit (Michigan), 24 december 1977), geboren als Michael Weverstad, is een Amerikaans acteur.

## Biografie
Raymond-James werd geboren in Detroit (Michigan), en volgde zijn high school aan de Clarkston High School in Oakland County waar hij in 1996 zijn diploma haalde. Het acteren heeft hij geleerd aan de Lee Strasberg Theatre and Film Institute in New York. Na zijn studie begon hij met acteren in lokale theaters in New York, later verhuisde hij naar Los Angeles.
Raymond-James is getrouwd en heeft hieruit een zoon (2012).

## Filmografie

### Films
Uitgezonderd korte films.
- 2022: The Integrity of Joseph Chambers - als Lone Wolf
- 2021: American Insurrection - als Gabe
- 2021: Sweet Girl - als FBI agent John Rothman
- 2019: Gone Hollywood - als Michael Cimino
- 2017: Carter & June - als Carter Jennings
- 2016: The Finest Hours - als D.A. Brown
- 2014: The Salvation – als Paul
- 2013: Road to Paloma – als Irish
- 2012: Jack Reacher – als Linsky
- 2012: Midnight Sun – als Sam Fuller
- 2010: Darnell Dawkins: Mouth Guitar Legend – als Ronnie
- 2009: Moonlight Serenade – als Jesse
- 2009: The Twenty – als Freeman
- 2009: Last of the Ninth – als Tommy Leone
- 2007: The Line-Up – als Tommy Doyle
- 2006: Black Snake Moan – als Gill
- 2000: Minor Blues – als Dill

### Televisieseries
Uitgezonderd eenmalige gastrollen.
- 2024: FBI: Most Wanted - als Ethan McPherson - 4 afl.
- 2023: Godfather of Harlem - als Joe Colombo - 10 afl.
- 2022: See - als Ranger - 8 afl.
- 2021: Law & Order: Organized Crime - als Jon Kosta - 8 afl.
- 2021: Big Sky - als Blake Kleinsasser - 4 afl.
- 2019-2020: Billions - als Jackie Connerty - 3 afl.
- 2019-2020: Prodigal Son - als Paul Lazar - 3 afl.
- 2018: Tell Me a Story - als Mitch Longo - 6 afl.
- 2018: Frontier - als Fortunato - 4 afl.
- 2016: Game of Silence - als Gil Harris - 10 afl.
- 2012–2016: Once Upon a Time – als Neal Cassady – 34 afl.
- 2015: Sons of Liberty - als Paul Revere - 3 afl.
- 2012: The Walking Dead – als Dave – 2 afl.
- 2008–2011: True Blood – als Rene Lenier – 15 afl
- 2010: Terriers – als Britt Pollack – 13 afl.

- Library of Congress Control Number: no2009137776
- Virtual International Authority File: 100739245
- WorldCat: E39PBJjCMVyT7kgRmjhBptRVG3